# Einstein (serie)
Einstein es una serie de televisión Alemana de drama policíaco, que está basado en la película de 2015 homónima, escrito por Martin Ritzenhoff y Matthias Dinter. La serie televisiva se estrenó en el canal alemán Sat.1 emotions el 5 de enero de 2017, y se ha vendido a más de 100 territorios, incluyendo un éxito en España y Portugal en AXN, y también en la República Checa en FilmBox.
El 29 de marzo de 2019, Sat.1 canceló la serie después de tres temporadas.

## Trama
Felix Winterberg, desconocido tataranieto ilegítimo de Albert Einstein, es el profesor más joven de física teórica en la Universidad del Ruhr de Bochum. Winterberg ha heredado el genio de Einstein y sufre de la mortífera Enfermedad de Huntington, la cual le da una esperanza de vida restante de unos siete años. Debe ayudar a la  comisaria Elena Lange como asesor independiente bajo la dirección del comisario jefe Stefan Tremmel en la investigación de casos de asesinato, para así no acabar en prisión por infringir la ley del Acto de Narcóticos (anfetamina no autorizada).

## Reparto
| Prof. Dr. Dr. Felix „Einstein“ Winterberg | Tom Beck              | Profesor en Ruhr Universidad Bochum, asesor independiente en Policía Criminal en Bochum | Principal  | Principal  | Principal  |
| Elena Lange                               | Annika Ernst          | Detective en Policía Criminal en Bochum                                                 | Principal  | Principal  | Principal  |
| Stefan Tremmel                            | Rolf Kanies           | Jefe de policía en Policía Criminal en Bochum                                           | Principal  | Principal  | Principal  |
| Kirsten Maybach                           | Haley Louise Jones    | Analista forense                                                                        | Principal  | Principal  | Principal  |
| Dr. Lee Kwon                              | Yung Ngo              | Amigo de Felix Winterberg                                                               | Recurrente | Recurrente | Recurrente |
| Leon Lange                                | Paul Bohse            | Hijo de Elena Lange                                                                     | Recurrente | Recurrente | Recurrente |
| Dr. Rössler                               | Cristiano Hockenbrink | Médico de Felix Winterberg y Leon Lange                                                 | Recurrente | Recurrente | Recurrente |
| Prof. Dr. Constanze Winterberg            | Angela Roy            | Madre de Felix Winterberg, decana en Ruhr Universitario Bochum (Temporada 2)            | Recurrente | Recurrente | Recurrente |
| Prof. Dr. Stefan Jäger                    | Reiner Schöne         | Antiguo profesor de Felix Winterberg                                                    | Recurrente | Recurrente |            |
| Sabine Steenken                           | Jennifer Poppek       | Secretaria/ayudante personal del decano, espía de Stefan Jäger                          | Recurrente | Recurrente |            |
| Prof. Dr. Oliver Kohaupt                  | Hubertus Hartmann     | Decano en Ruhr Universidad Bochum, espía de Stefan Jäger                                | Recurrente |            |            |
| Andreas „Andy“                            | Jesse Albert          | Detective                                                                               | Invitado   | Recurrente | Recurrente |
| Julia Weigert                             | Laura Berlín          | BKA Agente                                                                              | Invitado   | Recurrente | Recurrente |
| Nic Beuser                                | Wayne Carpendale      | Detective interno                                                                       |            | Recurrente |            |
| Teresa Lange                              | Merle Collet          | Hermana de Elena Lange, Tía de Leon Lange                                               | Invitado   |            | Recurrente |

## Episodios

### 1.ª Temporada (2017)
| 1  | 1  | «Ballistica»    | 05 de enero de 2017   | 10 de enero de 2017   |
| 2  | 2  | «ABC»           | 05 de enero de 2017   | 10 de enero de 2017   |
| 3  | 3  | «Gravedad»      | 12 de enero de 2017   | 17 de enero de 2017   |
| 4  | 4  | «H2O»           | 12 de enero de 2017   | 17 de enero de 2017   |
| 5  | 5  | «Microondas»    | 19 de enero de 2017   | 24 de enero de 2017   |
| 6  | 6  | «Elvis lebt»    | 19 de enero de 2017   | 24 de enero de 2017   |
| 7  | 7  | «Meganewton»    | 26 de enero de 2017   | 31 de enero de 2017   |
| 8  | 8  | «Termodinámica» | 26 de enero de 2017   | 31 de enero de 2017   |
| 9  | 9  | «Magnetismo»    | 02 de febrero de 2017 | 07 de febrero de 2017 |
| 10 | 10 | «E.M.P.»        | 02 de febrero de 2017 | 07 de febrero de 2017 |

### 2.ª Temporada (2018)
| 11 | 1  | «Optik»       | 12 de febrero de 2018 | 13 de febrero de 2018 |
| 12 | 2  | «Aerodynamik» | 12 de febrero de 2018 | 13 de febrero de 2018 |
| 13 | 3  | «Expansion»   | 19 de febrero de 2018 | 20 de febrero de 2018 |
| 14 | 4  | «Strömung»    | 19 de febrero de 2018 | 20 de febrero de 2018 |
| 15 | 5  | «Amnesie»     | 26 de febrero de 2018 | 27 de febrero de 2018 |
| 16 | 6  | «Dr. Rössler» | 26 de febrero de 2018 | 27 de febrero de 2018 |
| 17 | 7  | «Anaphylaxie» | 05 de marzo de 2018   | 06 de marzo de 2018   |
| 18 | 8  | «Kompression» | 05 de marzo de 2018   | 06 de marzo de 2018   |
| 19 | 9  | «Isobaren»    | 12 de marzo de 2018   | 13 de marzo de 2018   |
| 20 | 10 | «Kollaps»     | 12 de marzo de 2018   | 13 de marzo de 2018   |

### 3.ª Temporada (2019)
| 21 | 1  | «Fallout (1)»              | 13 de enero de 2019   | 07 de enero de 2019   |
| 22 | 2  | «Fallout (2)»              | 13 de enero de 2019   | 14 de enero de 2019   |
| 23 | 3  | «Siedepunkt»               | 20 de enero de 2019   | 21 de enero de 2019   |
| 24 | 4  | «K.I.»                     | 27 de enero de 2019   | 28 de enero de 2019   |
| 25 | 5  | «Oxidation»                | 03 de febrero de 2019 | 04 de febrero de 2019 |
| 26 | 6  | «Skin-Effekt»              | 10 de febrero de 2019 | 11 de febrero de 2019 |
| 27 | 7  | «Gamma-Hydroxy-Butansäure» | 17 de febrero de 2019 | 18 de febrero de 2019 |
| 28 | 8  | «Prisma»                   | 24 de febrero de 2019 | 25 de febrero de 2019 |
| 29 | 9  | «Antischall»               | 03 de marzo de 2019   | 04 de marzo de 2019   |
| 30 | 10 | «Kybernetik»               | 10 de marzo de 2019   | 11 de marzo de 2019   |
| 31 | 11 | «Extension»                | 17 de marzo de 2019   | 18 de marzo de 2019   |
| 32 | 12 | «Infrarot»                 | 17 de marzo de 2019   | 18 de marzo de 2019   |

## Recepción

### Estadísticas
| Núm. en serie | Fecha de aire (Sentado.1) | Espectadores (en millones) | Espectadores (en millones) | Participación | Participación |
| Núm. en serie | Fecha de aire (Sentado.1) | Todo                       | 14–49 años                 | Todo          | 14–49 años    |
| ------------- | ------------------------- | -------------------------- | -------------------------- | ------------- | ------------- |
| 1             | 2017 de enero de 10       | 2.56 Mio.                  | 1.14 Mio.                  | 7.7%          | 10.8%         |
| 2             | 2017 de enero de 10       | 2.31 Mio.                  | 1.11 Mio.                  | 7.4%          | 10.5%         |
| 3             | 2017 de enero de 17       | 2.36 Mio.                  | 1.20 Mio.                  | 7.2%          | 11.3%         |
| 4             | 2017 de enero de 17       | 2.39 Mio.                  | 1.26 Mio.                  | 7.7%          | 12.2%         |
| 5             | 2017 de enero de 24       | 2.00 Mio.                  | 0.99 Mio.                  | 6.0%          | 9.2%          |
| 6             | 2017 de enero de 24       | 2.07 Mio.                  | 1.09 Mio.                  | 6.6%          | 10.2%         |
| 7             | 2017 de enero de 31       | 2.43 Mio.                  | 1.11 Mio.                  | 7.5%          | 10.4%         |
| 8             | 2017 de enero de 31       | 2.28 Mio.                  | 1.11 Mio.                  | 7.3%          | 10.3%         |
| 9             | 2017 de febrero de 7      | 2.34 Mio.                  | 1.20 Mio.                  | 7.0%          | 10.6%         |
| 10            | 2017 de febrero de 7      | 2.28 Mio.                  | 1.13 Mio.                  | 7.2%          | 10.2%         |
| 11            | 2018 de febrero de 13     | 1.94 Mio.                  | 0.96 Mio.                  | 5.9%          | 9.2%          |
| 12            | 2018 de febrero de 13     | 1.97 Mio.                  | 1.00 Mio.                  | 6.4%          | 10.1%         |
| 13            | 2018 de febrero de 20     | 1.78 Mio.                  | TBA                        | TBA           | 9.0%          |
| 14            | 2018 de febrero de 20     | 1.57 Mio.                  | TBA                        | TBA           | 7.2%          |
| 15            | 2018 de febrero de 27     | 1.68 Mio.                  | 0.91 Mio.                  | 5.0%          | 8.3%          |
| 16            | 2018 de febrero de 27     | 1.63 Mio.                  | 0.82 Mio.                  | 5.4%          | 8.2%          |
| 17            | 2018 de marzo de 6        | 1.42 Mio.                  | 0.69 Mio.                  | 4.3%          | 6.6%          |
| 18            | 2018 de marzo de 6        | 1.42 Mio.                  | 0.72 Mio.                  | 4.5%          | 6.9%          |
| 19            | 2018 de marzo de 13       | 1.84 Mio.                  | 0.93 Mio.                  | 5.7%          | 9.2%          |
| 20            | 2018 de marzo de 13       | 1.68 Mio.                  | 0.81 Mio.                  | 5.6%          | 8.3%          |

### Premios y nominaciones
| Año  | Asociación        | Categoría                            | Candidato(s) | Resultado | Ref.  |
| ---- | ----------------- | ------------------------------------ | ------------ | --------- | ----- |
| 2018 | Premio de Júpiter | Serie de televisión mejor (Nacional) | Estación 1   |           | [ 4 ] |
| 2019 | Premio de Júpiter | Serie de televisión mejor (Nacional) | Estación 2   |           |       |

## Adaptación estadounidense
En octubre de 2018, se anunció que una adaptación de la serie estaba en desarrollo en NBC del escritor Michael Reisz, Carol Mendelsohn y Tariq Jalil, en asociación con Televisión Universal, Producciones Carol Mendelsohn, e Intrigue Entertainment. Reisz, Mendelsohn, y Jalil también están ejecutando el proceso junto con Julie Weitz, Jan David Frouman, Henrik Pabst y Shirley Bowers, de la serie original de los Red Arrow Studios.